# Call to Power II
Call to Power II (tạm dịch: Tiếng gọi của quyền lực 2) là tựa game chiến lược theo lượt do hãng Activision phát triển và phát hành vào năm 2000 được xem như một phần tiếp theo của Civilization: Call to Power, mà bản thân nó đã là một người kế nhiệm dòng game Civilization của Sid Meier; trò chơi này không có hàng chữ "Civilization" trong tựa đề vì giấy phép cho tên gọi Civilization đã mất. Vào tháng 10 năm 2003, Activision phát hành mã nguồn, tạo điều kiện cho cộng đồng game Apolyton gỡ lỗi, cải tiến và bổ sung thêm tính năng mới.

## Điểm khác biệt so với bản gốc
Call to Power II có một số đặc điểm khác so với phiên bản tiền nhiệm Call to Power. Chủ yếu là bản đầu tiên bị chỉ trích về giao diện người dùng của nó, khiến nhà sản xuất phải thiết kế lại ở phần tiếp theo. Phiên bản này cũng có một số khác biệt về lối chơi. Số lượng quân tối đa được tăng lên, một số điều chỉnh cân bằng đã được thực hiện nhằm tránh những vấn đề mang tính cân bằng từ bản gốc Call to Power, đồng thời hệ thống kinh tế trong Call to Power II được làm lại khiến việc kiểm soát địa hình tốt trở nên có lợi hơn. Một khác biệt nữa là người chơi có thể nhận tiền thưởng nếu đạt được những thành tựu nhất định, nếu họ là những người đầu tiên thực hiện kiểu hành động như chiếm lại một thành phố, chèo thuyền vòng quanh thế giới, v.v...
Mô hình ngoại giao trong Call to Power II đã được cải thiện phần nào với nhiều hiệp định sẵn sàng dành cho việc đàm phán. Ngoài ra, người chơi có thể đề nghị AI kiểm soát các nền văn minh nhằm mục tiêu ngăn chặn việc nghiên cứu một số công nghệ mới, hoặc giảm tải kho vũ khí hạt nhân của họ. Call to Power II cũng bỏ bớt quá trình thuộc địa hóa vũ trụ và các lớp không gian, cùng với điều kiện chiến thắng "Alien Life Project" (Dự án sự sống ngoài hành tinh). Thay vào đó là điều kiện chiến thắng mới yêu cầu người chơi bao trùm toàn thể lãnh thổ của hành tinh với bộ cảm biến Gaia và xây dựng kỳ quan bộ máy chi phối Gaia, để giành chiến thắng trong trò chơi.

## Chỉnh sửa game (Mod)
Một tính năng quan trọng của Call to Power II chính là hỗ trợ các bản mod. Một số lượng lớn các quy tắc trò chơi được lưu trữ trong các tập tin văn bản, cùng với nhiều kịch bản AI. Quan trọng hơn nữa, Call to Power II đã có một ngôn ngữ kịch bản được chứng thực đầy đủ gọi là SLIC, với một cú pháp giống như C mà thông qua đó người chơi có thể tinh chỉnh nhiều thứ trong game. Trò chơi kèm theo ba bản mod (Classical/Medieval, Mặc định ban đầu và Samurai/Mythical Creatures). Bản vá lỗi được phát hành chỉ dành cho Call to Power II giúp tăng cường các chức năng của SLIC, cho phép tạo ra các bản mod làm thay đổi lối chơi một cách đáng kể. Cộng đồng của game đã tạo ra nhiều bản mod, với những mục tiêu chính là sửa các vấn đề về AI và tính cân bằng có mặt trong bản gốc. Để rồi về sau các tính năng mới của game lại được tích hợp thông qua mod. Những bản mod này khi được sửa sang ít nhất là một trong số những vấn đề tồi tệ nhất trong Call to Power II, cho phép cộng đồng game thủ thưởng thức trò chơi nhiều hơn nữa.

## Hỗ trợ cộng đồng

### Phát hành bộ mã nguồn
Sau khi Activision ngừng hỗ trợ Call to Power II, Apolyton Civilization Site trở thành trung tâm hỗ trợ trên thực tế dành cho game, là cộng đồng trực tuyến hoạt động duy nhất của trò chơi này và cung cấp trợ giúp về các vấn đề kỹ thuật. Trang web đó cũng phần lớn là nơi mà fan nỗ lực tạo ra các bản mod.
Một lúc nào đó, các thành viên của trang web Apolyton liên lạc với Activision và yêu cầu họ phát hành mã nguồn cho Call to Power II. Sau nhiều tháng đàm phán, Activision đã đồng ý và mã nguồn được phát hành vào tháng 10 năm 2003 chỉ dành cho trang Apolyton Civilization Site cho phép cộng đồng tự mình hỗ trợ trò chơi với các bản vá lỗi cộng đồng. Có những giới hạn đối với cách mã nguồn có thể được sử dụng; ví dụ, không sử dụng bất cứ thứ gì mang tính thương mại được tạo ra dựa trên cơ sở nguồn cho phép.
Hiện nay dự án mã nguồn có thể truy cập thông qua một máy chủ Subversion. Nhờ qua Apolyton, những người muốn xem mã nguồn hoặc muốn thay đổi mã có thể tìm thấy diễn đàn máy chủ SVN tại liên kết Apolyton dưới đây để biết thêm thông tin. Cộng đồng giờ đã sản xuất một số bản vá lỗi trong những năm qua, phiên bản cuối cùng là rev.1111 có từ tháng 6 năm 2011. Tuy nhiên, tính đến ngày 2 tháng 9 năm 2013, các bản vá lỗi không chính thức không có nghĩa là được sử dụng kèm theo bản phát hành sau này của game trên GOG.com mà không cần tinh chỉnh gì thêm.

## Đón nhận phê bình
Call to Power II nhận được lời đánh giá hỗn hợp từ giới phê bình. GameSpot trao số điểm 7.2/10, nhấn mạnh đến giao diện được cải thiện, hoạt ảnh và âm thanh, và giá trị chơi lại của game. Những lời chỉ trích bao gồm việc thiếu thông tin phản hồi trong quá trình ngoại giao, thiếu kiểm soát chiến thuật trong chiến đấu, sự chuyển đổi từ quản lý vi mô thành phố đến việc quản lý vi mô quân đội, và AI tỏ ra yếu kém khi đối đầu với người chơi.